# Андреевский, Александр Александрович
Александр Александрович Андре́евский (1880 — 12 сентября 1927, Ялта) — русский и советский архитектор.

## Биография
В 1907 году окончил Институт гражданских инженеров со званием гражданского инженера. Непродолжительное время служил в Чернигове младшим инженером Губернского правления. В 1908 году был назначен сверхштатным техником, затем младшим техником Строительного отделения Московского губернского правления. В 1909—1912 годах состоял архитектором Московского почтамта. В 1920-х годах работал в «Стандарстрое», входил в состав проектного бюро и Правления общества, занимался вопросами стандартизации проектирования; одновременно в 1923—1926 годах состоял главным архитектором строительного общества «Стандарт». С 1926 года работал в Управлении московского губернского инженера, принимал участие в составлении «Временных строительных правил для г. Москвы». Занимался восстановлением крымских курортов. Погиб в 1927 году в Ялте во время землетрясения.
Жил в Москве по адресу: улица Новая Башиловка, 20а.

## Проекты и постройки
- 1912 — надстройка доходного дома князя Г. Г. Гагарина, Москва, Воздвиженка, 1;
- 1912 — доходный дом, Москва, Большая Дмитровка, 28;
- 1913—1914 — перестройка здания архива почтамта с жилыми помещениями, Москва, Мясницкая улица, 26а, строение 2;
- 1923 — Конкурсный проект рабочего посёлка для Новогрозненских промыслов, совместно с Р. И. Клейном (рекомендован к приобретению)[5];
- 1924—1925 — Застройка Первого рабочего поселка в Иваново-Вознесенске[6];
- 1925 — Складские корпуса Московского отделения Акционерного строительного общества «Стандарт», Москва, Софийская набережная, 30, стр. 2;